# Buttgenbachita
La buttgenbachita és un mineral de la classe dels halurs. Rep el seu nom del mineralogista belga Henri Buttgenbach (1874-1964), professor a la Universitat de Lieja. Va descriure diversos minerals i va escriure Les minéraux de Belgique et de Congo belge, un treball de referència.

## Característiques
La buttgenbachita és un halur de fórmula química Cu19(NO₃)₂(OH)32Cl₄·2H₂O. Cristal·litza en el sistema hexagonal. La seva duresa a l'escala de Mohs és 3.
Segons la classificació de Nickel-Strunz, la buttgenbachita pertany a «03.DA: Oxihalurs, hidroxihalurs i halurs amb doble enllaç, amb Cu, etc., sense Pb» juntament amb els següents minerals: atacamita, melanotal·lita, botallackita, clinoatacamita, hibbingita, kempita, paratacamita, belloïta, herbertsmithita, kapellasita, gillardita, haydeeïta, anatacamita, claringbul·lita, barlowita, simonkol·leïta, connel·lita, abhurita, ponomarevita, anthonyita, calumetita, khaidarkanita, bobkingita, avdoninita i droninoïta.

## Formació i jaciments
Va ser descoberta a la mina Likasi, a la localitat homònima de la regió de Katanga, a la República Democràtica del Congo. També ha estat descrita a la propera mina M'sesa, així com a Austràlia, Anglaterra, Noruega i als estats nord-americans d'Arizona, Michigan i Nevada.